# Pakiet kontrolny akcji
Pakiet kontrolny akcji – liczba akcji, która pozwala ich posiadaczowi na faktyczną kontrolę spółki akcyjnej.
W większości przypadków pakiet kontrolny wynosi 50% wyemitowanych akcji + 1 akcja. Jednak w przypadku istnienia akcji uprzywilejowanych co do prawa głosu lub innych postanowień w statucie spółki regulujących wzajemną siłę głosów współwłaścicieli, pakiet 50% + 1 akcja może być niewystarczający do kontroli. Z kolei w przypadku spółek, których akcjonariat jest silnie rozproszony lub w przypadku gdy część pozostałych akcjonariuszy posiada akcje nieme (bez prawa do głosu), do faktycznej kontroli nad spółką może wystarczyć posiadanie pakietu mniejszego niż 50%.
Dysponowanie znacznym pakietem akcji w spółkach pociąga za sobą wymóg publicznego ujawniania stanu posiadanych udziałów w spółce. Szczegóły dotyczące ujawnień w spółkach publicznych reguluje ustawa o ofercie publicznej i warunkach wprowadzania instrumentów finansowych do zorganizowanego systemu obrotu oraz o spółkach publicznych.